# Eolagurus przewalskii
Eolagurus przewalskii је врста волухарице.

## Распрострањење
Врста је присутна у Кини и Монголији.

## Станиште
Станишта врсте су речни екосистеми, полупустиње и пустиње.

## Начин живота
Врста Eolagurus przewalskii прави гнезда.

## Угроженост
Ова врста је наведена као последња брига, јер има широко распрострањење и честа је врста.